# Jean de Gerson
Pour les articles homonymes, voir Gerson.
Jean Charlier dit Jean Gerson, Jean de Gerson ou Jean Charlier de Gerson, né le 13 décembre 1363 à Gerson, hameau situé sur l'actuelle commune de Barby dans les Ardennes, et mort le 12 juillet 1429 à Lyon, est un universitaire, théologien, prédicateur, homme politique français des XIVe et XVe siècles (Moyen Âge).
Il fut chancelier de l'Université de Paris de 1395 jusqu'en 1415 et, à ce titre joua un rôle majeur dans les troubles politiques opposant le duc d'Orléans au duc de Bourgogne, par la suite Armagnacs et Bourguignons, ainsi que dans la crise découlant du grand schisme d'Occident.
Favorable à la voie de cession, puis avocat de la cause conciliaire, il fut l'un des principaux théologiens du Concile de Constance (condamnation au bûcher de Jan Hus pour son opposition au commerce des indulgences) de 1415 et un acteur important de la fin du schisme.
Théologien reconnu, surnommé Doctor Christianissimus — le docteur très chrétien —, il est notamment connu pour son projet de « retour à la foi pure », son engagement au service d'une vulgarisation du dogme et sa théorisation de la théologie mystique dans la lignée du Pseudo-Denys l'Aréopagite et de saint Bonaventure. Son travail intellectuel est marqué notamment par le combat contre le néoplatonisme et la logique de Jean Duns Scot. Sa postérité se mesure aussi bien chez des penseurs réformés (Luther, Calvin) que chez des penseurs catholiques tels que saint François de Sales.
Lettré de premier ordre, il appartient au groupe du premier humanisme français aux côtés de Nicolas de Clamanges, Jean de Montreuil, Gontier et Pierre Col. Il est un des témoins du renouveau de la rhétorique et de l'ouverture aux conceptions littéraires en provenance de l'Italie (avec la personne de Pétrarque). Il est aussi l'une des figures majeures de la querelle littéraire du Roman de la Rose où, aux côtés de Christine de Pizan, il combat l'immoralité de Jean de Meung.

## Biographie

### Origine et formation

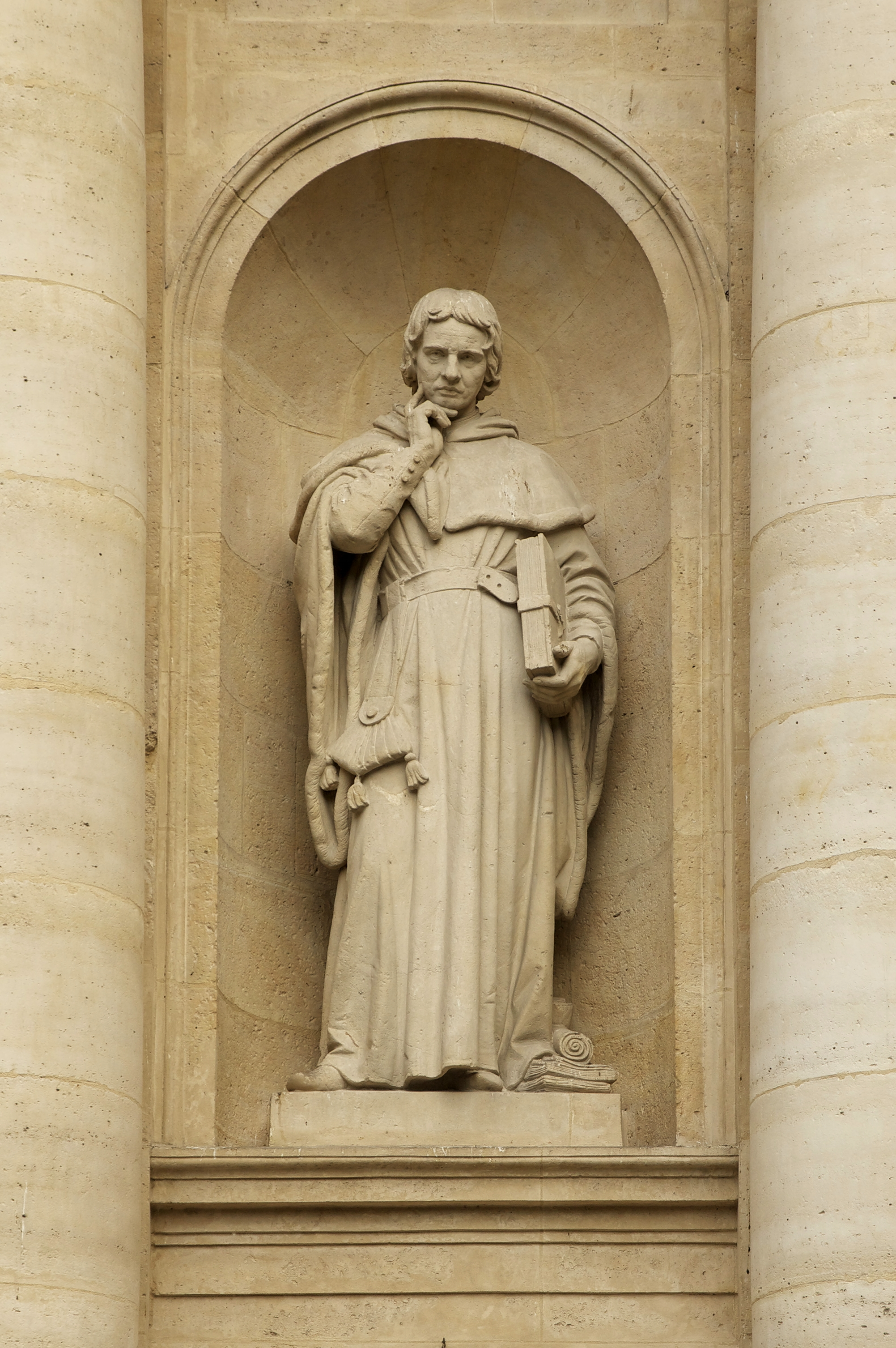
Statue de Jean Gerson par Joseph Félon (1818-1896) dans une niche de la façade de la chapelle de la Sorbonne à Paris.

Ses parents, Arnulphe Charlier et Élisabeth de La Chardenière, « une seconde Monique », étaient d'une famille d'un bourg rural où la présence monastique était forte. Ils appartenaient à la paysannerie instruite et possédaient quelques terres dont héritèrent leurs enfants. Le père avait pu recevoir la tonsure. Quant à la mère, les lettres de Jean Gerson laissent à penser qu'elle était habitée par une démarche spirituelle profonde.
Sur onze enfants ayant survécu à l'âge adulte, quatre fils embrassèrent une carrière religieuse : Jean, ainsi que trois frères qui devinrent moines (chez les Célestins). Du côté des filles, une seule fut mariée (puis veuve), et toutes cinq formèrent ensuite une petite communauté spirituelle sous la direction de leur frère aîné Jean (elles furent les destinataires de plusieurs de ses traités de vulgarisation théologique).
L'origine modeste de Gerson ne doit pas étonner : les difficultés démographiques de la fin du XIVe siècle et du début du XVe siècle favorisèrent l'ascension sociale d'esprit brillants issus de couches sociales moins favorisées.

#### Étudiant en théologie
Après de premières études dans un monastère proche de la maison familiale puis à Reims, Jean de Gerson fut envoyé à Paris au fameux collège de Navarre, à l'âge de treize ans (1377). Il y fréquenta notamment Nicolas de Clamanges, un peu plus âgé que lui. Après cinq années de cours, il obtint une licence ès arts. Il entreprit ensuite des études théologiques avec deux célèbres professeurs, Gilles des Champs (Ægidius Campensis) et Pierre d'Ailly (Petrus de Alliaco), recteur du collège de Navarre, chancelier de l'Université puis évêque du Puy, archevêque de Cambrai et cardinal. Pierre d'Ailly resta son ami toute sa vie durant.
Remarqué pour ses talents par l'Université, il fut élu procurateur de la nation de France en 1383, et à nouveau en 1384, année où il devint bachelier en théologie.

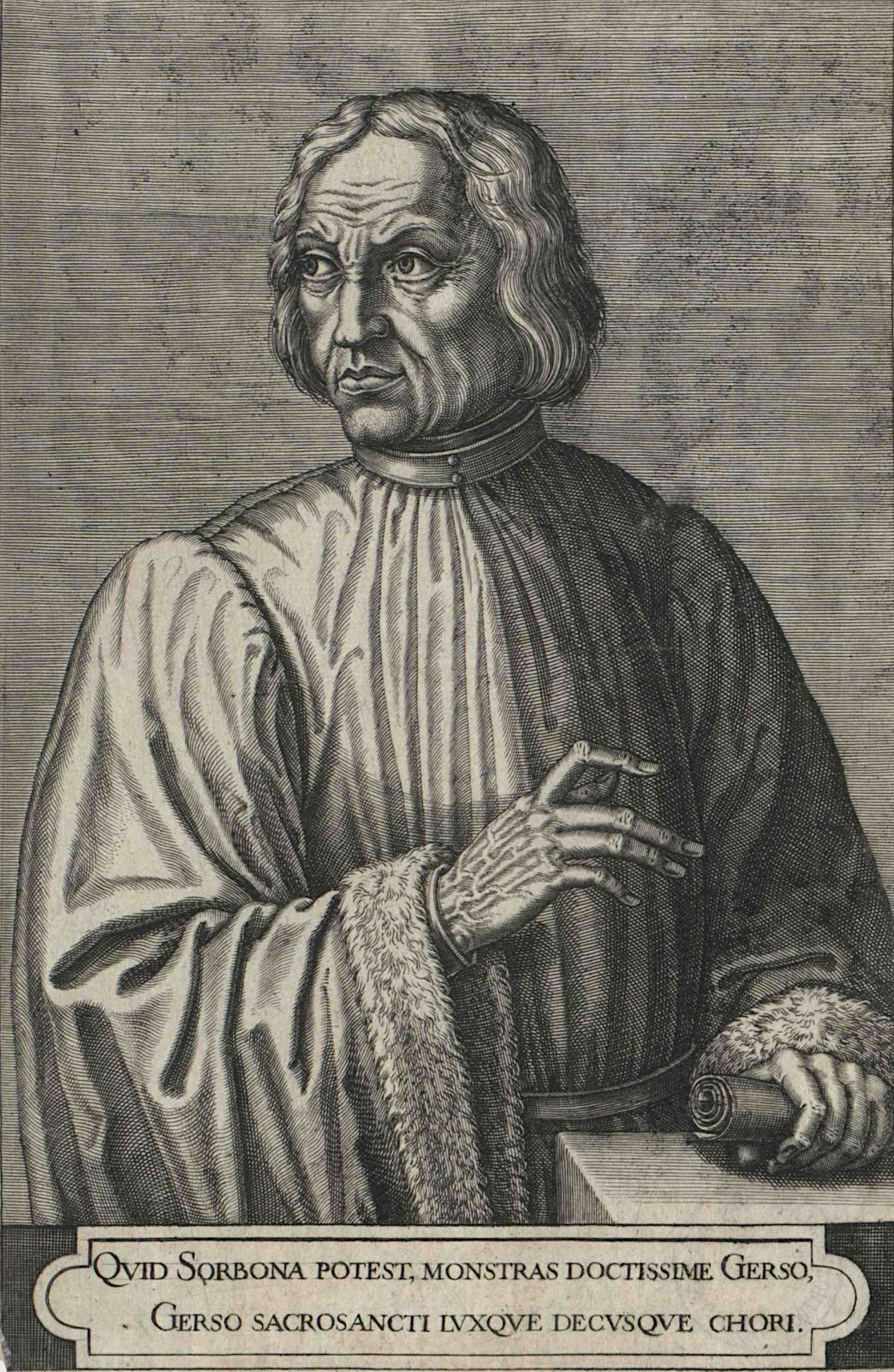
Gravure représentant Jean Gerson.

#### Voyage à Avignon
Trois années plus tard, Jean de Gerson fut impliqué avec le chancelier d'Ailly et d'autres représentants de l'Université dans le cas d'un appel auprès du Pape. Jean de Montson (Monzón, de Montesono), un dominicain aragonais qui avait récemment été reçu docteur de théologie à Paris, avait été condamné en 1387 par la faculté de théologie en raison de son enseignement établissant que la Vierge Marie, comme tous les descendants d'Adam, était née avec le péché originel. Les dominicains, qui étaient des opposants farouches de la doctrine de l'Immaculée Conception, furent exclus de l'Université.
Jean de Montson fit appel au pape Clément VII à Avignon, et Pierre d'Ailly, Gerson et les autres délégués, bien que personnellement acquis à la doctrine de l'Immaculée Conception, étaient contents d'introduire leur cas pour s'assurer des droits légaux de l'université à évaluer ses professeurs de théologie.
À la suite de son voyage à Avignon, il mit un zèle majeur à spiritualiser les universités, à réformer la morale du clergé, et à mettre fin au schisme qui divisait l'Église.

### Chancelier de l'Université de Paris
En 1392, Jean de Gerson fut reçu licencié en théologie, et en 1394, Gerson se fit recevoir docteur en théologie. Lorsque Pierre d'Ailly fut nommé évêque du Puy en 1395, il devint à l'âge de 32 ans son successeur dans la charge de chancelier de l'Université de Paris. Il fut aussi nommé chanoine de Notre-Dame de Paris. Afin de lui assurer un train de vie suffisant, le duc de Bourgogne Philippe le Hardi le fit également élire doyen de Bruges.
À cette époque, l'université de Paris était au sommet de sa renommée, et son chancelier était évidemment un homme éminent en France, mais aussi dans toute l'Europe, ayant juré de maintenir ses droits contre les rois et même les papes, et résolu à conduire les études et l'éducation d'une foule d'élèves provenant de toute la chrétienté.
Sa fermeté fut la même dans ses rapports avec l'Église : en même temps qu'il se montrait l'adversaire de toute hérésie, principalement aux conciles de Pise et de Constance, il soutenait avec force les libertés de l'Église gallicane, et combattait le relâchement de la discipline.
Sa charge de grand chancelier coïncida avec la période de règlement du Grand schisme d'Occident. Gerson déploya dans l'exercice de ses fonctions une grande détermination.
Après l'assassinat du duc d'Orléans (23 novembre 1407), il s'éleva énergiquement contre le duc de Bourgogne, auteur de l'attentat, et fit condamner Jean Petit, son apologiste. Il était partisan d'un pouvoir du pape inférieur à celui de l'Église, représentée par le concile général.
Durant le concile de Constance (1414-1418), avec son ancien professeur Pierre d'Ailly, Jean de Gerson était l'un des ambassadeurs les plus importants du roi de France. Il était également le député de la province de Sens. Si ce concile voulait clore définitivement le grand schisme d'Occident en réunissant entièrement l'Église romaine, il restait aussi des problèmes concernant l'hérésie. Ainsi ces deux théologiens français furent-ils chargés de condamner l'opposition de Jan Hus et de Jérôme de Prague au commerce des indulgences. Notamment, pour l'occasion, Jean de Gerson écrivit un traité afin d'établir l'autorité et la supériorité du concile général.

### Retiré du monde
Après le concile de Constance (1418), Jean de Gerson ne put revenir dans sa patrie, à cause de la lutte entre Armagnacs et Bourguignons, et se retira en Bavière. Durant son exil, il composa ses Consolations de la Théologie, ouvrage divisé en quatre livres.
Au bout de deux années, il put rentrer en France, mais il ne prit plus aucune part aux affaires publiques, et alla s'enfermer à Lyon au couvent des Célestins, où il s'occupa à composer des livres ascétiques et à enseigner de pauvres enfants. Il y mourut en 1429.

#### Défenseur de Jeanne d'Arc
Jean Gerson est également connu pour son soutien à Jeanne d’Arc. Dans son texte De puella Aurelianensi ou De mirabili victoria cuiusdam Puellæ de postfœtantes receptœ ducem belli exercitus regis Francorum contra Anglicos, écrit pour examiner le cas de Jeanne d’Arc en 1429, il désapprouve plusieurs des principales accusations portées contre Jeanne d’Arc pendant son procès. Gerson déclare que la victoire de Jeanne est certainement l’œuvre de Dieu. Il ne trouve rien de préjudiciable dans le port d’habit d’hommes, de cheveux courts et d’armes, justifiés par le fait de la guerre. Ainsi, selon Gerson, ni du point de vue judiciaire, ni du point de vue moral, l’accoutrement et la conduite de la Pucelle ne sont condamnables.
Ce mémoire aura plus d'impact que celui rédigé dans le même temps par Jacques Gélu, archevêque d'Embrun : celui de Gerson sera ainsi versé au procès de nullité. Plus tard, il rédige un autre traité consacré aux révélations de la Pucelle : le De Distinctione veram visionum a falsis.
Avant sa mort, pour un jeune disciple et précepteur du dauphin Louis, Jean Majoris, il écrivit son dernier ouvrage sur l'institution du prince, grâce auquel le futur roi  Louis XI était parfaitement capable d'exécuter ses documents administratifs, avec une immense précision.

## Œuvre théologique
Comme théologien, Jean de Gerson tente d'élaborer une théologie mystique conceptualisant la mystique chrétienne, principalement celle du pseudo-Denys. Personnage de transition entre le Moyen Âge et la Renaissance, il en réfute certains aspects tout en se plaçant sur leur terrain : recherchant « un accord entre les formalisants et les terministes », il reproche à Jean Duns Scot ou à Giovanni da Ripa de multiplier les essences, d'introduire en Dieu des « formes métaphysiques et des raisons idéales ». Le Dieu qui en résulte est une construction intellectuelle arbitraire à laquelle on tente de soumettre une idée de Dieu confondue à tort avec Dieu lui-même.[réf. souhaitée]

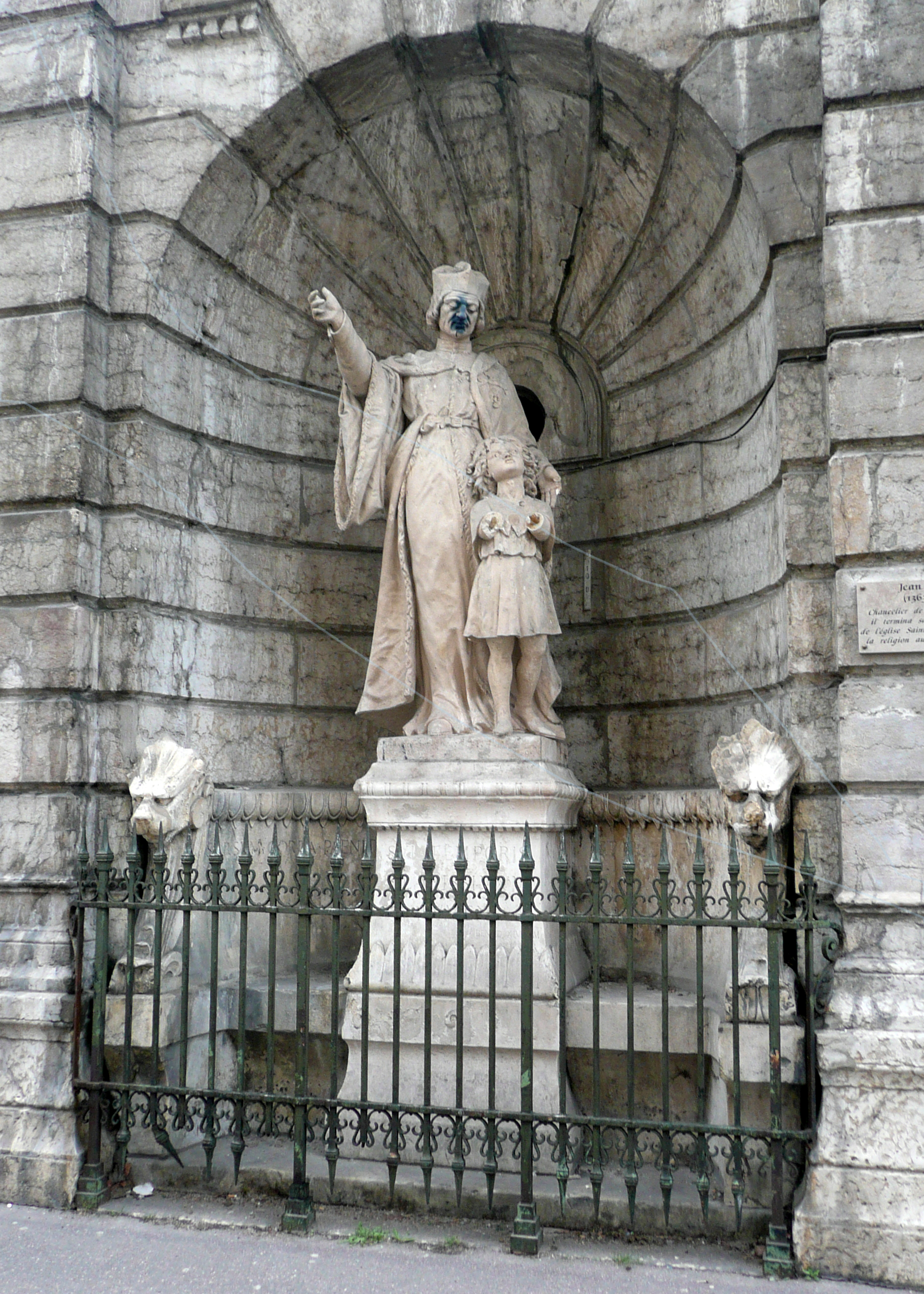
Statue de Jean de Gerson à Lyon.

Il écrit aussi un traité sur la question de la masturbation intitulée de confessione mollitiei. Il décrit l’acte comme étant manifestement très courant en insistant sur le fait que nul n’est épargné : de l’enfant de trois ans à l’adulte.
Il proteste également contre l'identification platonicienne de Dieu au Bien ou à une nature nécessaire (néo-platonisme) au nom du primat de la volonté et de la liberté divine qui lui apparaît essentielle au christianisme. Sur ce point, il reste fidèle à Guillaume d'Ockham : « Les choses [sont] bonnes parce que Dieu veut qu'elles soient telles, il ne le voudrait plus ou le voudrait autrement que cela même deviendrait le bien ». Autrement dit, le primat de la volonté en Dieu annule toute certitude démonstrative à son sujet. Il ouvre ainsi la voie à une théologie à la fois négative et mystique. S'appuyant sur saint Augustin, Pseudo-Denys l'Aréopagite, saint Bernard ou Richard de Saint-Victor, cette théologie est une étude systématique des expériences contemplatives qu'il nomme « Scientia experimentalis ».
Écrivant en latin pour les savants et en français pour les hommes et femmes de son temps, La Montagne de la Contemplation est une description de l'âme qui s'élève à la vie contemplative en rompant avec l'amour du monde pour ne s'attacher qu'à Dieu seul. Cette élévation a trois degrés :
1. Pénitence et acceptation des souffrances de la vie active.
2. Retraite de l'âme qui recherche la solitude et s'humilie volontairement pour s'ouvrir à la grâce.
3. La contemplation de l'âme ouverte et justifiée par la grâce, rendue agréable à Dieu et la joie spirituelle qui en résulte.

Intéressé par la mystique de Jean de Ruysbroeck qui l'influence, il recule néanmoins devant la fusion de l'âme dans l'essence divine, se sentant lui-même indigne d'union mystique : « Je la laisse aux plus grands ».
Des critiques comme Robert Bellarmin, Jean Mabillon ou Jean-Baptiste-Modeste Gence lui ont attribué l'Imitation de Jésus-Christ. Sa Consolation, écrite en français, offre en effet une certaine analogie avec le célèbre écrit, selon le Dictionnaire Bouillet. Néanmoins, au fil du XXe siècle, les spécialistes se sont accordés pour infirmer cette hypothèse et attribuer plutôt ce texte à Thomas a Kempis.
Jean de Gerson est aussi l'auteur d'un traité intitulé De signis pertinaciæ haereticæ pravitatis ("Des signes de l'obstination dans la dépravation hérétique"), édité à Rome en 1584 par le canoniste Francisco Peña avec d'autres ouvrages destinés aux inquisiteurs.

## Hommages
- Une place Gerson existe à Lyon depuis 1855, dans le quartier Saint-Paul (5e arrondissement)[15]. Sa statue est située rue Saint-Paul, face à l'entrée de l'église. Inaugurée en 1880, elle est l'œuvre de Charles-François Bailly et Louis Sainte-Marie Perrin[16].

## Œuvres

Opera omnia, 1706

- Cinquante-cinq sermons et discours en français (conservés et prononcés de 1389 à 1413) ;
- Seize sermons prêchés devant la Cour (1389-1397) ;
- La Montagne de contemplation (1397) ;
- De restitutione obedientiæ (1400) ;
- De duplici logica (Les deux logiques, 1401) ;
- Trente sermons prêchés en paroisse (1401-1404) ;
- Contra vanam curiositatem in negotio fidei (Deux leçons contre la vaine curiosité en matière de foi, 1402) ;
- De mystica theologia tractatus primus speculativus. Sur la théologie mystique (rédigé en 1408 à partir de cours datant 1402-1403, publié en 1422/23) ; trad. Marc Vial, Vrin, 2005, 235 p.
- Neuf discours ou sermons de doctrine (1404-1413) ;
- Vivax Rex, Veniat Pax (avant 1413) ;
- Josephina : L'Épopée de saint Joseph (1414-1417), édition bilingue en 2 volumes, texte traduit et commenté par Isabel Iribarren, "Bibliothèque scolastique", 1450 pages, Belles Lettres, 2019 ;
- Consolatio theologiæ (1414-1419) ;
- De auferibilitate papæ ab Ecclesia (1417) ;
- De concordia metaphysica cum logica (1426) ;
- Tractatus Joannis Gersonii, doctoris et cancellarii parisiensis, de Distinctione verarum visionum a falsis (vers 1430) ;
- Traités : la Mendicité spirituelle, le Triparti, le Dialogue spirituel, la médecine de l'âme, l'Examen de conscience et la confession, l'Art de bien vivre et de bien mourir, l'A.B.C. des gens simples, parlement secret de l'homme contemplatif à son âme, Vision (posthumes, 1492). Opus tripertitum ("Le livre des Dix commandemens de Nostre Seigneur ou Le mirouer de l'ame", la "Briefve maniere de confession pour jones gens" ou "L'examen de conscience", et "La science de bien morir" ou "Sermon de la consideracion de nostre fin"), texte latin et version fr., édi. Gilbert Ouy, Champion, 1998, LXXXVI-202 p.
- L'Instruction des curés composée par Maistre Jean Gerson, chancellier de Paris, nécessaire à tous curez, vicaires, maistres d'Escoles, mesme aux pères de famille pour instruire leurs enfans en l'amour et craincte de Dieu. Avec le Guide des curez contenant le formulaire de divers prosnes et exhortations, qui se doivent faire par les Curez et Vicaires, en administrant les Saincts Sacrements, Bordeaux, Simon Millanges, 1584, 86 p. (lire en ligne).
- Ioannis Gersonii, Opera omnia, éd. L. E. du Pin, Anvers, 4 vol., 1706
- Œuvres complètes, éd. Mgr Palémon Glorieux, Paris et Tournai, Desclée, 1960-1973, 10 vol. en 11 t. t. I : introduction générale. t. II : L'Œuvre épistolaire. t. III : L'Œuvre magistrale. t. IV : L'Œuvre poétique. t. V : L'Œuvre oratoire. t. VI : L'Œuvre ecclésiologique. t. VII : L'Œuvre française, Sermons et discours. t.VIII: l'Œuvre spirituelle et pastorale. t. IX: l'Œuvre doctrinale. t. X: l'Œuvre polémique.
- Jean de Gerson, La Passion de Notre-Seigneur, texte de l'homélie enrichi d'une aquarelle, un dessin et trente-deux lithographies originaux de Paul Aïzpiri, deux cents exemplaires numérotés, Éditions Pierre de Tartas, 1960 Sacred Art Pilgrim, Paul Aïzpiri.